# إيجوان
إيجوان (بالأرمنية: Իջևան) هي بلدة تقع في أرمينيا في محافظة تاووش. يقدر عدد سكانها بـ 20,800 نسمة ومساحتها 4.6 كم2 وترتفع عن سطح البحر 755 متر.

## المناخ
يظهر الجدول التالي التغييرات المناخية على مدار السنة لايجوان:
| البيانات المناخية لـايجوان        | البيانات المناخية لـايجوان | البيانات المناخية لـايجوان | البيانات المناخية لـايجوان | البيانات المناخية لـايجوان | البيانات المناخية لـايجوان | البيانات المناخية لـايجوان | البيانات المناخية لـايجوان | البيانات المناخية لـايجوان | البيانات المناخية لـايجوان | البيانات المناخية لـايجوان | البيانات المناخية لـايجوان | البيانات المناخية لـايجوان | البيانات المناخية لـايجوان |
| الشهر                             | يناير                      | فبراير                     | مارس                       | أبريل                      | مايو                       | يونيو                      | يوليو                      | أغسطس                      | سبتمبر                     | أكتوبر                     | نوفمبر                     | ديسمبر                     | المعدل السنوي              |
| --------------------------------- | -------------------------- | -------------------------- | -------------------------- | -------------------------- | -------------------------- | -------------------------- | -------------------------- | -------------------------- | -------------------------- | -------------------------- | -------------------------- | -------------------------- | -------------------------- |
| متوسط درجة الحرارة الكبرى °م (°ف) | 4.9 (40.8)                 | 6.2 (43.2)                 | 11.4 (52.5)                | 18.0 (64.4)                | 23.2 (73.8)                | 27.1 (80.8)                | 30.5 (86.9)                | 29.9 (85.8)                | 25.7 (78.3)                | 19.3 (66.7)                | 12.4 (54.3)                | 6.8 (44.2)                 | 18.0 (64.3)                |
| المتوسط اليومي °م (°ف)            | 0.5 (32.9)                 | 1.6 (34.9)                 | 6.1 (43.0)                 | 12.0 (53.6)                | 17.0 (62.6)                | 20.7 (69.3)                | 23.9 (75.0)                | 23.5 (74.3)                | 19.3 (66.7)                | 13.4 (56.1)                | 7.6 (45.7)                 | 2.6 (36.7)                 | 12.4 (54.2)                |
| متوسط درجة الحرارة الصغرى °م (°ف) | −3.8 (25.2)                | −2.9 (26.8)                | 0.9 (33.6)                 | 6.0 (42.8)                 | 10.8 (51.4)                | 14.4 (57.9)                | 17.4 (63.3)                | 17.1 (62.8)                | 12.9 (55.2)                | 7.6 (45.7)                 | 2.8 (37.0)                 | −1.6 (29.1)                | 6.8 (44.2)                 |
| الهطول مم (إنش)                   | 17 (0.7)                   | 24 (0.9)                   | 33 (1.3)                   | 46 (1.8)                   | 72 (2.8)                   | 62 (2.4)                   | 36 (1.4)                   | 31 (1.2)                   | 28 (1.1)                   | 36 (1.4)                   | 27 (1.1)                   | 17 (0.7)                   | 429 (16.8)                 |
| المصدر: Climate-Data.org          |                            |                            |                            |                            |                            |                            |                            |                            |                            |                            |                            |                            |                            |

## المدن التوأمة
مدينة فالانس هي مدينة توأمة لإيجوان.

## أعلام
- نيكول باشينيان